# Mixtán, Oaxaca
Mixtán är en ort i Mexiko.   Den ligger i kommunen Loma Bonita och delstaten Oaxaca, i den sydöstra delen av landet, 400 km öster om huvudstaden Mexico City. Mixtán ligger 76 meter över havet och antalet invånare är 538.
Terrängen runt Mixtán är platt, och sluttar söderut. Runt Mixtán är det ganska glesbefolkat, med 24 invånare per kvadratkilometer. Närmaste större samhälle är Playa Vicente, 10,2 km sydost om Mixtán. Omgivningarna runt Mixtán är en mosaik av jordbruksmark och naturlig växtlighet.